# Leuctra colemanorum
Leuctra colemanorum is een steenvlieg uit de familie naaldsteenvliegen (Leuctridae). De wetenschappelijke naam van de soort is voor het eerst geldig gepubliceerd in 2010 door Harrison & Stark.